# 折衷论
折衷論（英語：syncretism），又稱調和論，是指調和或統合信念（如宗教上）的衝突，也可指對於調和或統合所做的努力，例如宗教混合的客觀過程。兩個以上的宗教在接觸與和解後，發展出彼此文化特質的交流現象，藉由宗教教義的交互體現，達到多元活動內容與豐富的融合現象。
英語的「折衷論」（Syncretism）一詞最早出現在1618年的《牛津字典》，但事實上在公元前的宗教演化過程中，就已出現多起。例如古希臘。之後的基督新教、天主教、伊斯蘭教，東亞的儒教、佛教、道教（三教）與民間信仰，甚至現代新興宗教，折衷、調和現象均成為宗教發展中無可避免的過程。
班固《漢書‧藝文志》區分了九流十家，其中雜家包含《呂氏春秋》、《淮南子》等子書，雜家的英譯是syncretism。

## 例子
亚伯拉罕诸教相关
- 弥赛亚犹太教
- 德鲁兹信仰
- 巴哈伊信仰
- 阿拉维派
- 阿赫迈底亚

东方宗教相关
- 锡克教
- 全真教
- 三教合流
- 神佛习合
- 一貫道
- 三一教
- 高台教
- 理教
- 天道教
- 一神普救派
- 全能论（英语：Omnism）